# James Zwerg
James Zwerg (Appleton, Wisconsin, 28 de novembro de 1939) é um ex-ministro da Igreja Batista estadunidense que esteve envolvido com os Viajantes da Liberdade no início dos anos 1960.

## Biografia
Zwerg nasceu em Appleton, Wisconsin, onde morava com os pais e o irmão mais velho, Charles. Seu pai era dentista e prestava atendimento odontológico gratuito aos pobres um dia por mês. Zwerg estava muito envolvido na escola e participou dos protestos estudantis no ensino médio.
Zwerg também era muito ativo na igreja cristã, onde frequentava os cultos regularmente. Através da igreja, ele ficou exposto à crença na igualdade civil. Ele foi ensinado que todas as pessoas são criadas iguais, independentemente de raça ou religião. Jim foi um dos poucos cristãos brancos a ingressar no movimento não-violento.

## Educação
Zwerg cursou a Beloit College, onde estudou sociologia. Ele desenvolveu um interesse em direitos civis a partir de suas interações com seu colega de quarto, Robert Carter, um afro-americano do Alabama. Zwerg lembra: "Testemunhei preconceito contra ele ... íamos a um balcão para almoço ou lanchonete e as pessoas se levantavam e deixavam a mesa. Prometera uma fraternidade em particular e depois descobri que ele não era permitido na casa da fraternidade. Decidi que a amizade dele era mais importante do que aquela fraternidade em particular, então desapontei". Ele participou de um programa de intercâmbio de estudantes de um semestre em janeiro de 1961 na Universidade Fisk de Nashville, uma escola predominantemente negra. Na Fisk, Zwerg conheceu John Lewis, que era ativo no Movimento dos Direitos Civis, e ficou imediatamente impressionado com a maneira como Lewis lidava com ele e seu compromisso com o movimento. Lewis era membro do Comitê de Coordenação de Estudantes Não-Violentos (SNCC), um grupo organizado por ativistas de direitos civis, focado na ação direta não - violenta. Zwerg se juntou ao SNCC e sugeriu que o grupo assistisse a um filme. Os membros do SNCC explicaram a Zwerg que os teatros de Nashville estavam segregados. Zwerg começou a participar de oficinas de não-violência do SNCC, muitas vezes interpretando o fanático furioso da dramatização. Seu primeiro teste foi comprar dois ingressos de cinema e tentar entrar com um homem negro. Ao tentar entrar no teatro em 21 de fevereiro de 1961, Zwerg foi atingido por uma chave de macaco e ficou inconsciente.

## Viajantes da liberdade
Em 1961, o Congresso de Igualdade Racial (CORE) começou a organizar o Viajantes pela Liberdade. O primeiro partiu de Washington, DC, e envolveu 13 membros negros e brancos que viajaram para o sul, desafiando apenas balcões e restaurantes brancos. Quando chegaram a Anniston, Alabama, um dos ônibus foi emboscado e atacado. Enquanto isso, em uma reunião do SNCC no Tennessee, Lewis, Zwerg e 11 outros voluntários decidiram ser reforços. Zwerg era o único homem branco do grupo. Embora assustado por sua vida, Zwerg nunca teve dúvidas. Ele lembrou: "Minha fé nunca foi tão forte quanto durante esse tempo. Eu sabia que estava fazendo o que deveria estar fazendo". O grupo viajou de ônibus para Birmingham, onde Zwerg foi preso pela primeira vez por não se mudar para a parte de trás do ônibus com seu companheiro de assento negro, Paul Brooks. Três dias depois, os viajantes se reagruparam e foram para Montgomery. No início, a estação de ônibus estava silenciosa e assustadora, mas a cena se transformou em uma emboscada, com os viajantes sendo atacados de todas as direções. Do lado de fora do ônibus homens estavam segurando tacos de beisebol, correntes e tacos. Eles haviam fechado as ruas que levavam à rodoviária e afugentado os fotógrafos, pois não queriam que ninguém testemunhasse as agressões. Zwerg foi atingido com sua própria mala no rosto. Então ele foi derrubado e um grupo o espancou. O ativista ficou inconsciente por um momento quando um homem levou a cabeça de Zwerg entre os joelhos, enquanto outros se revezavam batendo e arranhando seu rosto. A certa altura, enquanto Zwerg estava inconsciente, três homens o seguraram enquanto uma mulher o chutava na virilha. Depois que parecia que o pior dos ataques havia acabado, Zwerg ficou semiconsciente e tentou usar os corrimãos na plataforma de carregamento para se levantar. Enquanto lutava para ficar de pé, um homem branco veio e jogou Zwerg por cima do parapeito. Ele caiu no chão embaixo, caindo de cabeça. Ele foi apenas o primeiro a ser derrotado naquele dia, mas o ataque a ele pode ter sido o mais cruel. Zwerg lembra: "Não havia nada particularmente heróico no que eu fiz. Se você quiser falar sobre heroísmo, considere o homem negro que provavelmente salvou minha vida. Esse homem de macacão, acabando de sair do trabalho, passou por lá enquanto meu espancamento continuava e disse: 'Pare de bater no garoto. Se você quer bater em alguém, me bata. E eles fizeram. Ele ainda estava inconsciente quando saí do hospital. Não sei se ele viveu ou morreu".
Zwerg teve negado seu atendimento médico imediato, porque não havia ambulâncias brancas disponíveis. "Suponho que uma pessoa tenha que estar morta antes que alguém chame uma ambulância em Montgomery", foram as palavras de Jim quando ele estava deitado na cama do hospital depois de ser brutalmente espancado. Ele permaneceu inconsciente por dois dias e permaneceu no hospital por cinco dias. Suas fotos pós-motim foram publicadas em muitos jornais e revistas em todo o país. Depois de espancado, Zwerg alegou ter tido uma experiência religiosa incrível e Deus o ajudou a não revidar. Em uma entrevista de 2013, relembrando o incidente, ele disse: "Nesse instante, tive a experiência religiosa mais incrível da minha vida. Eu senti uma presença comigo. Uma paz. Calma. Era como se eu estivesse cercado de bondade, amor. Eu sabia naquele caso que, se eu vivesse ou morresse, eu ficaria bem". Em um famoso discurso emocionante do seu quarto de hospital, Zwerg afirmou: "A segregação deve ser interrompida. Deve ser quebrada. Aqueles de nós no Freedom Ride continuarão. . . . Nós somos dedicados a isso, vamos bater, vamos bater. Estamos dispostos a aceitar a morte. Mas continuaremos chegando até que possamos viajar de qualquer lugar do sul para qualquer outro lugar do sul sem que ninguém faça nenhum comentário, assim como os cidadãos americanos".

## Pós Viajantes da liberdade
Mais tarde, em 1961, Martin Luther King entregou a Zwerg o Prêmio de Liberdade da Conferência de Liderança Cristã do Sul. Após uma conversa com King, Zwerg decidiu se matricular no Seminário Teológico Garrett . Ele conheceu sua futura esposa Carrie. Zwerg foi ordenado ministro, servindo por cinco anos em três comunidades rurais de Wisconsin. Os Zwergs se estabeleceram em Tucson, Arizona em 1970 e tiveram três filhos. Ele mudou de carreira várias vezes, incluindo o trabalho de organização de caridade e um período nas relações com a comunidade na IBM.  Zwerg se aposentou em 1993, após o que o casal construiu uma cabana na zona rural do Novo México, a cerca de 80 km do supermercado mais próximo. Até hoje, Zwerg continua a conscientizar sobre as provações e tribulações dos Viajantes pela Liberdade e sobre como o amor é o mais importante. Recentemente, ele fez um discurso em 18 de maio de 2011 no Museu Rosa Parks da Universidade Troy. Ele falou sobre o efeito que a Freedom Rides teve em sua vida. Numa recente entrevista a Lisa Simeone, Jim falou sobre como ele era abençoado por ter feito parte do Movimento. "Em todos os lugares em que paramos, as pessoas têm sido tão gentis e uma das coisas que certamente me recompensou foi ver quantas pessoas trouxeram seus filhos; ver um menininho de oito anos vir até mim e falar comigo e dizer: `Posso ter seu autógrafo? Obrigado pelo que você fez. Isso foi muito especial. Eu gostei disso". Zwerg continua sendo um cristão amoroso dedicado até hoje e o mais importante para ele é o amor. "Eu acho que o que eu acrescentaria é o amor ainda é a força mais poderosa do universo. O ódio nunca vai vencê-lo. A violência nunca vai vencê-la".
Há uma referência de Zwerg em uma cena do filme soviético de 1961 Kogda derevya byli bolshimi (em em inglês:  When the Trees Were Tall), onde Inna Gulaya está lendo um artigo de um jornal dos EUA descrevendo uma manifestação da Freedom Riders em que Zwerg: "foi jogado do ônibus e seu rosto foi esmagado contra o concreto quente da estrada".